# 9774 Аннджадж
9774 Аннджадж (1993 NO, 1990 VB7, 9774 Annjudge) — астероїд головного поясу, відкритий 12 липня 1993 року.
Тіссеранів параметр щодо Юпітера — 3,439.